# Österreichische Forschungsförderungsgesellschaft

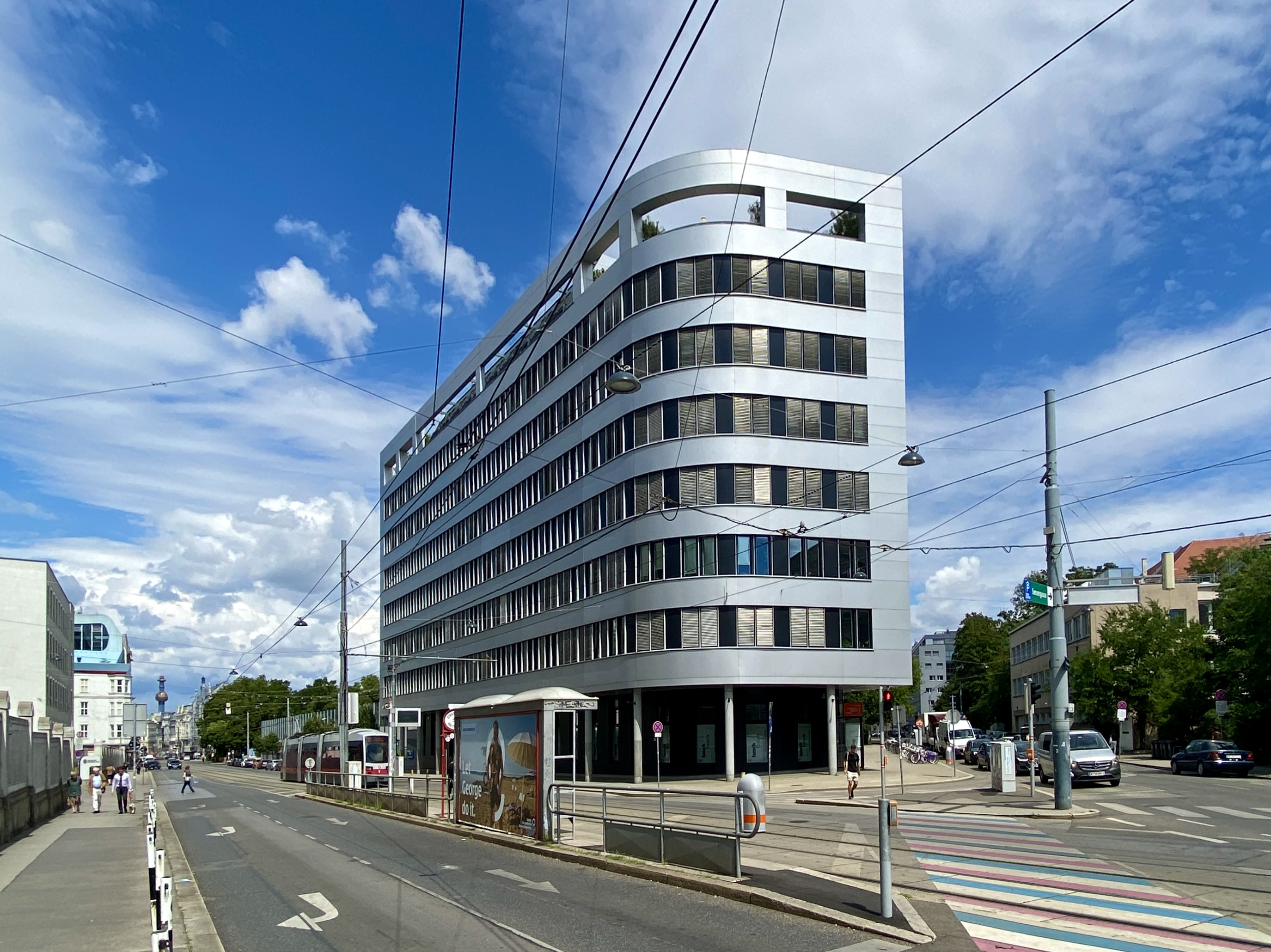
Sitz der Österreichischen Forschungsförderungsgesellschaft in Wien

Die Österreichische Forschungsförderungsgesellschaft mbH (FFG) ist eine Organisation zur Förderung von Forschung und Innovation im Bereich der anwendungsorientierten und industrienahen Forschung in Österreich und befindet sich zu 100 % im Eigentum der Republik Österreich. Ziel ist es, den Wirtschaftsstandort Österreich durch gezielte Programme speziell im Forschungs- und Entwicklungsbereich zu stärken. Die Eigentümervertretung des Bundes wird durch das Bundesministerium für Innovation, Mobilität und Infrastruktur und das Bundesministerium für Wirtschaft, Energie und Tourismus ausgeübt.

## Geschichte und Organisation
Die Österreichische Forschungsförderungsgesellschaft wurde am 1. September 2004 durch einen Zusammenschluss von folgenden vier Vorgängerorganisationen gegründet: Forschungsförderungsfonds für die gewerbliche Wirtschaft (FFF), Technologieimpulse–Gesellschaft (TiG), Austrian Space Agency (ASA) und Büro für internationale Forschungs- und Technologiekooperationen (BIT).
Sie gliedert sich heute in sieben Bereiche Basisprogramme, Strukturprogramme, Thematische Programme, Europäische und Internationale Programme, Agentur für Luft- und Raumfahrt, Projektcontrolling und Audit sowie die Digitalisierungsagentur. Eine Strategieabteilung unterstützt die FFG und die zuständigen Ministerien bei der Entwicklung von forschungspolitischen Strategien.
Die Angebote der Forschungsförderungsgesellschaft umfassen die Förderungen für Forschungs- und Innovationsprojekten von Unternehmen, Forschungs- und Hochschulinstituten und anderen Organisationen in Österreich, die Beratung bei der Auswahl der richtigen Förderprogramme und die Unterstützung bei der Antragstellung bei europäischen Programmen und internationalen Kooperationsprojekten für österreichische Forscher. Die FFG ist auch die nationale Kontaktstelle und somit Ansprechpartner für sämtliche Programme im Rahmen von Horizont 2020 in Österreich. Die Agentur für Luft- und Raumfahrt nimmt die Interessenvertretung österreichischer Interessen bei der Europäischen Weltraumorganisation (ESA) wahr.
Durch ihre Tätigkeit hat die FFG einen umfassenden Zugang zu Daten über Forschungsprojekte und Forschungskooperationen und Informationen über technologische Trends auf europäischer Ebene.
Die Dienstleistungen der FFG haben einen Schwerpunkt in der Unterstützung wirtschaftsnaher Forschung, stehen aber in manchen Programmen (beispielsweise BRIDGE) auch grundlagenorientierten Forschern offen. Für die Förderung von Grundlagenforschung ist allerdings hauptsächlich ihre Schwesterorganisation FWF (Fonds zur Förderung der wissenschaftlichen Forschung oder Wissenschaftsfonds) zuständig.

## Personen
Der Wissenschaftsmanager Klaus Pseiner leitete die FFG einige Jahre als Geschäftsführer. Sabine Herlitschka, Vorstandsvorsitzende der Infineon Technologies Austria AG und Andrea Höglinger, Vizerektorin der TU Graz, waren als Bereichsleiterinnen für die FFG tätig.

## Förderprogramme
Die Förderschwerpunkte der FFG gliedern sich in folgende Bereiche:
- Basisprogramme – Förderungsprinzip nach dem Bottom-Up-Verfahren
- Strukturprogramme – Strukturförderungen (wie zum Beispiel das Programm COMET)
- Thematische Programme – Top-Down-Förderungen als Steuerungselement der Politik
- Österreichisches Weltraumprogramm

## Statistiken
Die FFG beschäftigte im Jahr 2018 über 300 Mitarbeiter. Im gleichen Jahr wurden 833 Millionen Euro (Gesamtfördervolumen) für insgesamt 4.326 Projekte neu bewilligt (einschließlich der Mittel für den Breitbandausbau).